# 新北市立汐止國民中學
新北市立汐止國民中學（簡稱汐止國中、汐中），1920年正式成立，位於新北市汐止區大同路二段上。以藍、白雙色為主軸，制服、運動服皆以此雙色構成。

## 校史
- 1920年（日大正9年），水返腳公學校二年制高等科班。
- 1945年（民國34年），改稱「汐止初級中學」。
- 1968年（民國57年），實施九年國民義務教育，遂改制為「台北縣立汐止國民中學」。
- 2010年（民國99年），台北縣升格為新北市，遂改制為「新北市立汐止國民中學」

## 歷任校長
| 任期     | 姓名             | 任職期間             | 備註 |
| -------- | ---------------- | -------------------- | ---- |
| 第一任   | 邱鼎宗先生       |                      |      |
| 第二任   | 蘇勝龍先生       |                      |      |
| 第三任   | 周封岐先生       |                      |      |
| 第四任   | 蔡長本先生       |                      |      |
| 第五任   | 王克佐先生       |                      |      |
| 第六任   | 楊志華先生       |                      |      |
| 第七任   | 魯明女士         |                      |      |
| 第八任   | 郭楚新先生       |                      |      |
| 第九任   | 何良泉先生       |                      |      |
| 第十任   | 江書良先生       |                      |      |
| 第十一任 | 侯全利先生       |                      |      |
| 第十二任 | 王秀燕女士       |                      |      |
| 第十三任 | 榮明杰先生         | 2011年8月～2019年1月 |      |
| 第十四任 | 紀淑真女士(代理) | 2019年1月～2019年8月 | 代理 |
| 第十五任 | 吳慧蘭女士       | 2019年8月～2022年1月 | 退休 |
| 第十六任 | 紀淑真女士(代理) | 2022年1月～2022年8月 | 代理 |
| 第十七任 | 王敏秀女士       | 2022年8月～          |      |

## 校服
- 制服（夏季）

白色襯衫，短袖，深藍色翻領，左胸前有一口袋，口袋上繡有校徽。口袋上需繡班級、姓名。
男生為黑色西裝短褲，女生為黑色短褲裙。
- 制服（冬季）

白色襯衫，長袖，男生為白色領子，女生為白色小翻領， 左胸前有一口袋，口袋上繡有校徽。口袋上需繡班級、姓名。
男女皆為黑色西裝長褲。
- 運動服（夏季）

藍色吸濕排汗衫，袖子和領子部份為白色，圓領。 左胸前有一口袋，口袋上繡有校徽。口袋上需繡班級、姓名。
短褲，靛色，左右兩旁有黃、紅、綠三色色帶。
- 運動服（冬季）

上衣為白色長袖運動衫，袖子和領子為靛色，圓領。 左胸前有一口袋，口袋上繡有校徽。口袋上需繡班級、姓名。
長褲，靛色，左右兩旁有黃、紅、綠三色色帶。

## 願景
「以人為本，以學生為主」。

## 校隊
- 汐中棒球隊[永久]
- 汐中射箭隊
- 汐中國樂隊
- 汐中籃球隊
- 汐中管樂隊

## 外部連結
https://www.hcjhs.ntpc.edu.tw/ （页面存档备份，存于）